# 吏部郎中
吏部郎中，中国古代官名。隋朝时文帝始置吏部侍郎于尚书省吏部司，定员二名，为吏部司长官，炀帝改选部郎。唐朝武德三年，改称选部郎中，五年，改吏部郎中，仍置两员，从五品上，五代延袭不改。明清时升正四品。
吏部郎中除主管本司事务外，掌流外官选补。